# Benátky (Hradec Králové)
Benátky é uma comuna checa localizada na região de Hradec Králové, distrito de Hradec Králové‎.